# Гесиона (дочь Лаомедонта)
Гесиона (др.-греч. Ἡσιόνη) — в греческом эпосе дочь царя Трои Лаомедонта и Стримо, сестра Подарка (Приама). Её имя этимологизируется как «асийка», то есть происходящая из Азии (на диалекте Асиона).
По оракулу Аполлона отец привязал её к скалам на съедение морскому чудовищу. Её спас Геракл, забравшись внутрь чудовища и разрубив его на части. Когда Геракла проглотило чудовище, его голова облысела. Позднее в Аргосе чтили Зевса Плешивого. По версии, Гесиона была последней из девушек, других чудовище пожирало. По изложению Валерия Флакка, оракул был послан Аммоном, спасение имело место во время похода аргонавтов, чудовище убили вместе Геракл и Теламон.
По Диодору, Геракл получил щедрые дары, в том числе кобылиц. По более распространенной версии, за спасение своей дочери царь Лаомедонт должен был отдать Гераклу волшебных коней, подарок Зевса — выкуп за сына царя, Ганимеда, взятого на Олимп. Но царь Трои не сдержал своего обещания, и впоследствии Геракл отомстил Лаомедонту: Троя была взята, а сам царь и почти все его сыновья были убиты Гераклом. В живых остался только Подарк, младший сын Лаомедонта. Пощадил его Геракл, только в плен был взят Подарк.
Гесиону отдал Геракл своему другу Теламону, герою с Саламина, отличившемуся при взятии Трои. Дали право Гесионе освободить одного из пленных, и она выбрала своего брата, и в качестве выкупа отдала она покрывало с головы. С тех пор Подарка стали называть Приамом (то есть купленным). Гесиона стала матерью Тевкра.

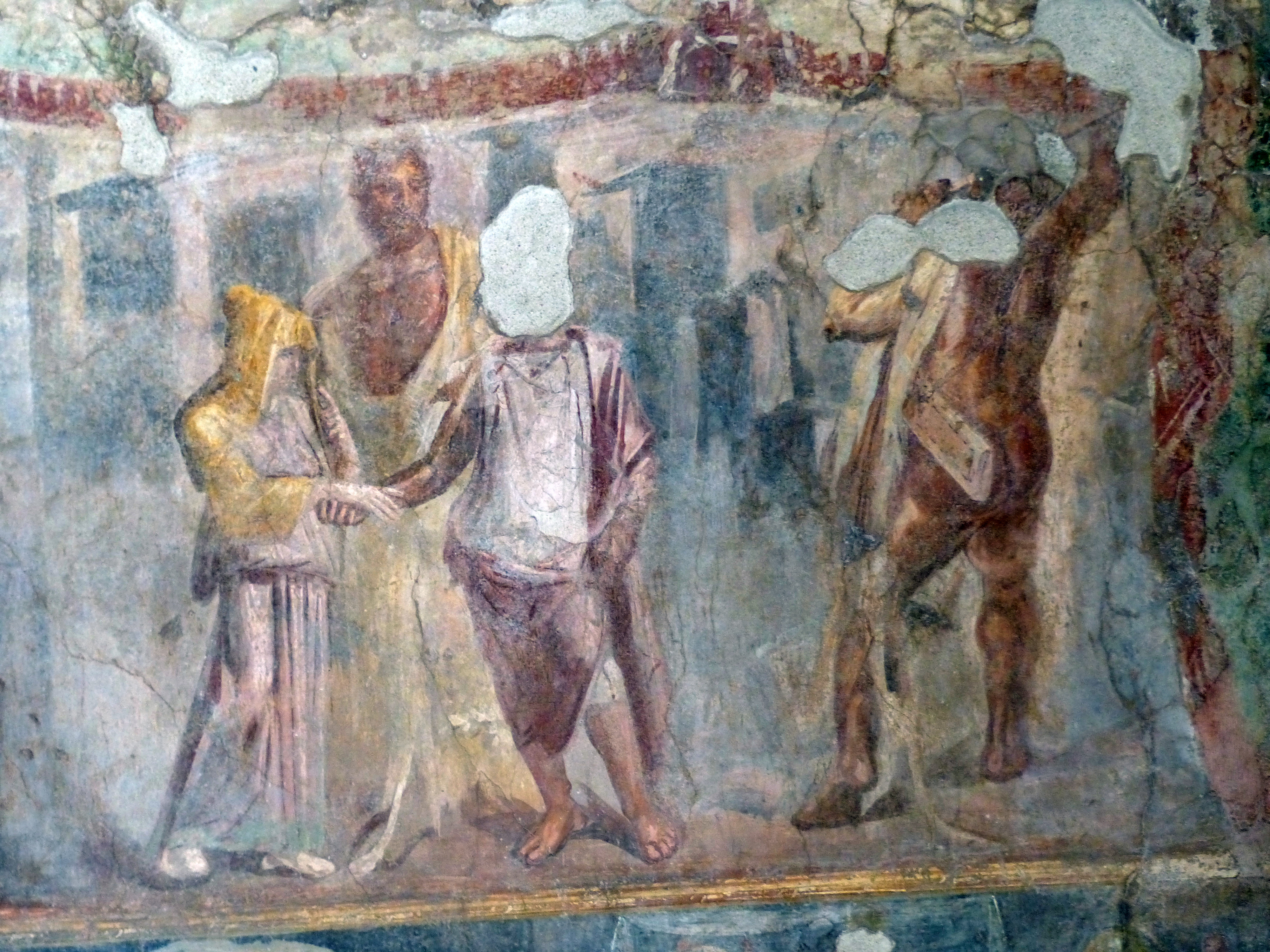
Свадьба Теламона и Гесионы, либо прощание Гесионы со своим братом Приамом под присмотром Геракла и Теламона. Деталь античной фрески из Помпей

Действующее лицо трагедии Невия «Гесиона». Ликофрон называет её дятлом, а Геракла — скорпионом. Действующее лицо сатировской драмы Деметрия «Гесиона» и комедии Алексида «Гесиона».